# Orchesellidae
Famille
Les Orchesellidae sont une famille de collemboles.
Elle comporte plus de 260 espèces dans 18 genres.

## Liste des genres
Selon Checklist of the Collembola of the World (version du 23 août 2019) :
- Bessoniellinae Soto-Adames, Barra, Christiansen & Jordana, 2008
  - Bessoniella Deharveng & Thibaud, 1989
- Heteromurinae Absolon & Kseneman, 1942
  - Heteromurini Absolon & Kseneman, 1942
    - Alloscopus Börner, 1906
    - Dicranocentrus Schött, 1893
    - Dicranorchesella Mari Mutt, 1977
    - Falcomurus Mandal, 2018
    - Heteromurus Wankel, 1860
    - Heteromurtrella Mari Mutt, 1979
    - Pseudodicranocentrus Mari Mutt, 1981
    - Verhoeffiella Absolon, 1900

  - Mastigocerini Mari Mutt, 1980
    - Mastigoceras Handschin, 1924
- Nothobryinae Soto-Adames, Barra, Christiansen & Jordana, 2008
  - Capbrya Barra, 1999
  - Hispanobrya Jordana & Baquero, 2005
  - Nothobrya Arlé, 1961
- Orchesellinae Börner, 1906
  - Corynothrichini Mari Mutt, 1980
    - Australotomurus Stach, 1947
    - Corynothrix Tullberg, 1877
    - Orchesellides Bonet, 1930

  - Orchesellini Börner, 1906
    - Orchesella Templeton, 1836
    - Neorchesella Mari Mutt, 1981

## Publication originale
- Börner, 1906 : Das System der Collembolen nebst Beschreibung neuer Collembolen des Hamburger Naturhistorischen Museums. Jahrbuch der Hamburgischen Wissenschaftlichen Anstalten, vol. 23, no 2, p. 147-186 (texte intégral).